# Tympanotonos fuscatus
Tympanotonos fuscatus е вид охлюв от семейство Potamididae. Видът не е застрашен от изчезване.

## Разпространение и местообитание
Разпространен е в Ангола, Бенин, Габон, Гамбия, Гана, Гвинея, Гвинея-Бисау, Демократична република Конго, Екваториална Гвинея, Камерун, Кот д'Ивоар, Либерия, Нигерия, Сенегал, Сиера Леоне и Того.
Обитава крайбрежията на сладководни и полусолени басейни.